# Роздільна здатність (оптика)

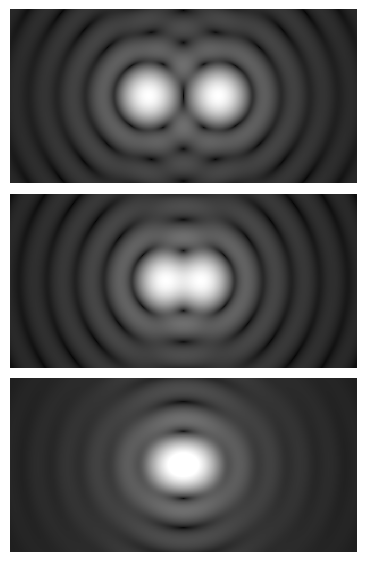
Повітряні дифракційні зразки утворені світлом, що лине з двох точок, проходить через об'єктив, такий, як людське око. Віддалені точки (верхнє зображення) або ті, що задовольняють критерію Релея (середнє) можуть бути розрізнені. Точки розташовані ближче, ніж у критерії Релея (нижне) складно розрізнити.

Розді́льна зда́тність — міра спроможності оптичного приладу розрізняти дрібні деталі.
Лінійна роздільна здатність (англ. spatial resolution) визначається як мінімальна віддаль між двома окремими точковими об'єктами, при яких вони сприймаються, як окремі об'єкти, а не зливаються докупи.
Кутова роздільна здатність (англ. angular resolution) — мінімальний кут між точковими об'єктами, коли вони ще сприймаються як окремі об'єкти.
Роздільна здатність оптичних приладів обмежена, як фундаментальними фізичними законами (наприклад, дифракцією світла), так і недосконалістю приладу.